# Celtic punk
Celtic punk je hudební žánr, který vznikl spojením punk rocku s tradiční keltskou hudbou. Žánr byl rozšířen v 80. letech kapelou The Pogues. Celtic punkové kapely často hrají coververze tradičních irských nebo skotských folkových a politických písní. Mezi témata celtic punku patří politika, kultura, náboženství, pití alkoholu a dělnická třída.

## Významné kapely
- The Dreadnoughts [2]
- Dropkick Murphys
- Fiddler's Green
- Flogging Molly
- The Mahones
- Pipes and Pints
- The Pogues
- The Rumjacks
- Real McKenzies
- The O'Reillys and the Paddyhats